# Björn Bach
Björn Bach (Magdeburgo, 21 de junio de 1976) es un deportista alemán que compitió en piragüismo en la modalidad de aguas tranquilas.
Participó en dos Juegos Olímpicos, Sídney 2000 y Atenas 2004, obteniendo en cada edición una medalla de plata, ambas en la prueba de K4 1000 m. Ganó 12 medallas en el Campeonato Mundial de Piragüismo entre los años 1997 y 2005, y 5 medallas en el Campeonato Europeo de Piragüismo entre los años 2000 y 2006.

## Palmarés internacional
| Juegos Olímpicos   | Juegos Olímpicos             | Juegos Olímpicos  | Juegos Olímpicos |
| Año                | Lugar                        | Medalla           | Competición      |
| ------------------ | ---------------------------- | ----------------- | ---------------- |
| 2000               | Sídney (Australia)           | Medalla de plata  | K4 1000 m        |
| 2004               | Atenas (Grecia)              | Medalla de plata  | K4 1000 m        |
| Campeonato Mundial |                              |                   |                  |
| Año                | Lugar                        | Medalla           | Competición      |
| 1997               | Dartmouth (Canadá)           | Medalla de oro    | K4 1000 m        |
| 1997               | Dartmouth (Canadá)           | Medalla de plata  | K4 500 m         |
| 1997               | Dartmouth (Canadá)           | Medalla de bronce | K4 200 m         |
| 1998               | Szeged (Hungría)             | Medalla de oro    | K4 500 m         |
| 1998               | Szeged (Hungría)             | Medalla de oro    | K4 1000 m        |
| 1999               | Milán (Italia)               | Medalla de oro    | K4 500 m         |
| 1999               | Milán (Italia)               | Medalla de plata  | K4 1000 m        |
| 2001               | Poznań (Polonia)             | Medalla de oro    | K4 1000 m        |
| 2002               | Sevilla (España)             | Medalla de plata  | K4 1000 m        |
| 2003               | Gainesville (Estados Unidos) | Medalla de bronce | K4 1000 m        |
| 2005               | Zagreb (Croacia)             | Medalla de oro    | K4 1000 m        |
| 2005               | Zagreb (Croacia)             | Medalla de plata  | K4 200 m         |
| Campeonato Europeo |                              |                   |                  |
| Año                | Lugar                        | Medalla           | Competición      |
| 2000               | Poznań (Polonia)             | Medalla de oro    | K4 500 m         |
| 2000               | Poznań (Polonia)             | Medalla de oro    | K4 1000 m        |
| 2001               | Milán (Italia)               | Medalla de plata  | K4 1000 m        |
| 2005               | Poznań (Polonia)             | Medalla de bronce | K4 200 m         |
| 2006               | Račice (República Checa)     | Medalla de bronce | K4 1000 m        |